# HD 51814
HD 51814，又名BD+03 1488，SAO 114722、HR 2610，是一颗恒星，视星等为5.97，位于銀經210.58，銀緯3.31，其B1900.0坐标为赤經6h 53m 41.4s，赤緯+3° 3.31′ 17″。